# Circoscrizione Perugia-Terni-Rieti
La circoscrizione Perugia-Terni-Rieti era una circoscrizione elettorale italiana per l'elezione dell'Assemblea Costituente, nel 1946 (circoscrizione XIX), e della Camera dei deputati, dal 1948 al 1993 (circoscrizione XVIII).
Comprendeva le province di Perugia, Terni e Rieti.
Era prevista dalla Tabella A di cui al decreto legislativo luogotenenziale 10 marzo 1946, n. 74, poi ripresa dalla legge 20 gennaio 1948, n. 6 e dal decreto del presidente della Repubblica 30 marzo 1957, n. 361.
Nel 1993 la circoscrizione fu soppressa: le province di Perugia e di Terni furono incluse nella circoscrizione Umbria; la provincia di Rieti fu inglobata nella circoscrizione Lazio 2, insieme alle province di Viterbo, Latina e Frosinone (già comprese nella circoscrizione Roma-Viterbo-Latina-Frosinone).
Di seguito i risultati di lista e i deputati eletti, ordinati secondo il numero di preferenze ottenute.

## Elezioni politiche 1946
| Liste                                           | Voti    | %     | Seggi |
| ----------------------------------------------- | ------- | ----- | ----- |
| Democrazia Cristiana                            | 139.835 | 28,46 | 3     |
| Partito Comunista Italiano                      | 125.352 | 25,51 | 3     |
| Partito Socialista Italiano di Unità Proletaria | 103.266 | 21,02 | 2     |
| Partito Repubblicano Italiano                   | 53.807  | 10,95 | 1     |
| Fronte dell'Uomo Qualunque                      | 23.988  | 4,88  | -     |
| Unione Democratica Nazionale                    | 12.556  | 2,56  | -     |
| Partito Cristiano Sociale                       | 11.081  | 2,26  | -     |
| Blocco Nazionale della Libertà                  | 8.545   | 1,74  | -     |
| Partito d'Azione                                | 8.371   | 1,70  | -     |
| Movimento Nazionale per la Ricostruzione        | 4.509   | 0,92  | -     |
| Totale                                          | 491.310 |       | 9     |

| Democrazia Cristiana                                                | Partito Comunista Italiano                            | Partito Socialista Italiano di Unità Proletaria | Partito Repubblicano Italiano |
| ------------------------------------------------------------------- | ----------------------------------------------------- | ----------------------------------------------- | ----------------------------- |
| - Mario Cingolani - Giuseppe Ermini - → Maria Federici - Ivo Coccia | - Carlo Farini - Armando Fedeli - Elettra Pollastrini | - Tito Oro Nobili - Walter Binni                | - Ettore Santi                |

1. ↑  Opta per il collegio unico nazionale

## Elezioni politiche 1948
| Liste                                              | Voti    | %     | Seggi |
| -------------------------------------------------- | ------- | ----- | ----- |
| Fronte Democratico Popolare                        | 246.850 | 43,88 | 6     |
| Democrazia Cristiana                               | 219.320 | 38,98 | 5     |
| Partito Repubblicano Italiano                      | 32.125  | 5,71  | -     |
| Unità Socialista                                   | 30.382  | 5,40  | -     |
| Movimento Sociale Italiano                         | 15.485  | 2,75  | -     |
| Blocco Nazionale                                   | 9.667   | 1,72  | -     |
| Partito Nazionale Monarchico - Alleanza del Lavoro | 4.345   | 0,77  | -     |
| Partito dei Contadini d'Italia                     | 2.273   | 0,40  | -     |
| Fronte degli Italiani                              | 1.389   | 0,25  | -     |
| Movimento Nazionalista per la Democrazia Sociale   | 747     | 0,13  | -     |
| Totale                                             | 562.583 |       | 11    |

| Fronte Democratico Popolare                                                                                  | Democrazia Cristiana                                                                     |
| --- | ---------------------------------------------------------------------------------------- |
| - Aldovino Fora - Carlo Farini - Alfredo Cotani - Lionello Matteucci - Mario Angelucci - Elettra Pollastrini | - Maria Federici - Giuseppe Ermini - Filippo Micheli - Ivo Coccia - Marzio Bernardinetti |

## Elezioni politiche 1953
| Liste                                   | Voti    | %     | Seggi |
| --------------------------------------- | ------- | ----- | ----- |
| Democrazia Cristiana                    | 186.368 | 32,03 | 4     |
| Partito Comunista Italiano              | 152.700 | 26,24 | 3     |
| Partito Socialista Italiano             | 129.398 | 22,24 | 3     |
| Movimento Sociale Italiano              | 44.810  | 7,70  | 1     |
| Partito Repubblicano Italiano           | 17.655  | 3,03  | -     |
| Partito Socialista Democratico Italiano | 13.988  | 2,40  | -     |
| Partito Nazionale Monarchico            | 12.587  | 2,16  | -     |
| Partito Liberale Italiano               | 11.788  | 2,03  | -     |
| Unione Socialista Indipendente          | 7.295   | 1,25  | -     |
| Centro Politico Italiano                | 2.002   | 0,34  | -     |
| Unità Popolare                          | 1.966   | 0,34  | -     |
| Alleanza Democratica Nazionale          | 1.334   | 0,23  | -     |
| Totale                                  | 581.891 |       | 11    |

| Democrazia Cristiana                                                   | Partito Comunista Italiano                        | Partito Socialista Italiano                            | Movimento Sociale Italiano |
| ---------------------------------------------------------------------- | ------------------------------------------------- | ------------------------------------------------------ | -------------------------- |
| - Filippo Micheli - Attilio Piccioni - Carlo Vischia - Giuseppe Ermini | - Carlo Farini - Armando Fedeli - Mario Angelucci | - Lionello Matteucci - Aldovino Fora - Antonio Berardi | - Fabio De Felice          |

## Elezioni politiche 1958
| Liste                                            | Voti    | %     | Seggi |
| ------------------------------------------------ | ------- | ----- | ----- |
| Democrazia Cristiana                             | 212.143 | 34,28 | 5     |
| Partito Comunista Italiano                       | 178.429 | 28,83 | 4     |
| Partito Socialista Italiano                      | 127.039 | 20,53 | 3     |
| Movimento Sociale Italiano                       | 42.181  | 6,82  | 1     |
| Partito Socialista Democratico Italiano          | 18.823  | 3,04  | -     |
| Partito Liberale Italiano                        | 13.245  | 2,14  | -     |
| Partito Repubblicano Italiano - Partito Radicale | 12.875  | 2,08  | -     |
| Partito Monarchico Popolare                      | 7.865   | 1,27  | -     |
| Partito Nazionale Monarchico                     | 6.269   | 1,01  | -     |
| Totale                                           | 618.869 |       | 13    |

| Democrazia Cristiana                                                                          | Partito Comunista Italiano                                       | Partito Socialista Italiano                        | Movimento Sociale Italiano |
| --------------------------------------------------------------------------------------------- | ---------------------------------------------------------------- | -------------------------------------------------- | -------------------------- |
| - Filippo Micheli - Franco Maria Malfatti - Giuseppe Ermini - Luciano Radi - Vinicio Baldelli | - Pietro Ingrao - Alberto Guidi - Mario Angelucci - Alfio Caponi | - Dario Valori - Luigi Anderlini - Vittorio Cecati | - Achille Cruciani         |

## Elezioni politiche 1963
| Liste                                            | Voti    | %     | Seggi |
| ------------------------------------------------ | ------- | ----- | ----- |
| Partito Comunista Italiano                       | 219.628 | 36,02 | 5     |
| Democrazia Cristiana                             | 194.579 | 31,91 | 4     |
| Partito Socialista Italiano                      | 96.365  | 15,80 | 2     |
| Movimento Sociale Italiano                       | 39.598  | 6,49  | 1     |
| Partito Socialista Democratico Italiano          | 22.235  | 3,65  | -     |
| Partito Liberale Italiano                        | 21.112  | 3,46  | -     |
| Partito Repubblicano Italiano                    | 11.706  | 1,92  | -     |
| Partito Democratico Italiano di Unità Monarchica | 2.991   | 0,49  | -     |
| Concentrazione di Unità Rurale                   | 847     | 0,14  | -     |
| Rinnovamento Sociale                             | 658     | 0,11  | -     |
| Totale                                           | 609.719 |       | 12    |

| Partito Comunista Italiano                                                                               | Democrazia Cristiana                                                       | Partito Socialista Italiano      | Movimento Sociale Italiano |
| --- | -------------------------------------------------------------------------- | -------------------------------- | -------------------------- |
| - Pietro Ingrao - → Alfio Caponi - Franco Coccia - Alberto Guidi - Lodovico Maschiella - Silvio Antonini | - Filippo Micheli - Franco Maria Malfatti - Luciano Radi - Giuseppe Ermini | - Dario Valori - Luigi Anderlini | - Achille Cruciani         |

1. ↑  Optante per il Senato

## Elezioni politiche 1968
| Liste                                            | Voti    | %     | Seggi |
| ------------------------------------------------ | ------- | ----- | ----- |
| Partito Comunista Italiano                       | 238.646 | 39,25 | 5     |
| Democrazia Cristiana                             | 192.252 | 31,62 | 4     |
| Partito Socialista Unificato                     | 77.291  | 12,71 | 2     |
| Movimento Sociale Italiano                       | 34.220  | 5,63  | 1     |
| Partito Socialista Italiano di Unità Proletaria  | 32.537  | 5,35  | 1     |
| Partito Liberale Italiano                        | 16.223  | 2,67  | -     |
| Partito Repubblicano Italiano                    | 13.961  | 2,30  | -     |
| Partito Democratico Italiano di Unità Monarchica | 2.863   | 0,47  | -     |
| Totale                                           | 607.993 |       | 13    |

| Partito Comunista Italiano                                                             | Democrazia Cristiana                                                        | Partito Socialista Unificato      | Movimento Sociale Italiano | Partito Socialista Italiano di Unità Proletaria |
| -------------------------------------------------------------------------------------- | --------------------------------------------------------------------------- | --------------------------------- | -------------------------- | ----------------------------------------------- |
| - Pietro Ingrao - Luigi Anderlini - Alberto Guidi - Lodovico Maschiella - Alfio Caponi | - Franco Maria Malfatti - Filippo Micheli - Luciano Radi - Giorgio Spitella | - Pietro Longo - Antonio Brizioli | - Stefano Menicacci        | - Dario Valori                                  |

## Elezioni politiche 1972
| Liste                                           | Voti    | %     | Seggi |
| ----------------------------------------------- | ------- | ----- | ----- |
| Partito Comunista Italiano                      | 244.642 | 39,11 | 5     |
| Democrazia Cristiana                            | 201.618 | 32,23 | 4     |
| Partito Socialista Italiano                     | 60.907  | 9,74  | 1     |
| Movimento Sociale Italiano - Destra Nazionale   | 44.362  | 7,09  | 1     |
| Partito Socialista Democratico Italiano         | 24.117  | 3,86  | -     |
| Partito Socialista Italiano di Unità Proletaria | 16.842  | 2,69  | -     |
| Partito Repubblicano Italiano                   | 16.005  | 2,56  | -     |
| Partito Liberale Italiano                       | 10.414  | 1,66  | -     |
| Il manifesto                                    | 4.431   | 0,71  | -     |
| Movimento Politico dei Lavoratori               | 1.198   | 0,19  | -     |
| Partito Comunista (Marxista-Leninista) Italiano | 966     | 0,15  | -     |
| Totale                                          | 625.502 |       | 11    |

| Partito Comunista Italiano                                                                              | Democrazia Cristiana                                                        | Partito Socialista Italiano | Movimento Sociale Italiano - Destra Nazionale |
| --- | --------------------------------------------------------------------------- | --------------------------- | --------------------------------------------- |
| - Pietro Ingrao - Luigi Anderlini - Mario Andrea Bartolini - Lodovico Maschiella - Fabio Maria Ciuffini | - Franco Maria Malfatti - Filippo Micheli - Luciano Radi - Giorgio Spitella | - Enrico Manca              | - Stefano Menicacci                           |

## Elezioni politiche 1976
| Liste                                         | Voti    | %     | Seggi |
| --------------------------------------------- | ------- | ----- | ----- |
| Partito Comunista Italiano                    | 303.770 | 45,15 | 6     |
| Democrazia Cristiana                          | 215.618 | 32,05 | 4     |
| Partito Socialista Italiano                   | 74.571  | 11,08 | 1     |
| Movimento Sociale Italiano - Destra Nazionale | 37.182  | 5,53  | 1     |
| Partito Repubblicano Italiano                 | 17.046  | 2,53  | -     |
| Partito Socialista Democratico Italiano       | 11.008  | 1,64  | -     |
| Democrazia Proletaria                         | 6.446   | 0,96  | -     |
| Partito Radicale                              | 3.865   | 0,57  | -     |
| Partito Liberale Italiano                     | 3.054   | 0,45  | -     |
| Nuovo Partito Popolare                        | 277     | 0,04  | -     |
| Totale                                        | 672.837 |       | 12    |

| Partito Comunista Italiano                                                                                                  | Democrazia Cristiana                                                      | Partito Socialista Italiano | Movimento Sociale Italiano - Destra Nazionale |
| --- | ------------------------------------------------------------------------- | --------------------------- | --------------------------------------------- |
| - Pietro Ingrao - Pietro Conti - Alba Scaramucci Guaitini - Fabio Maria Ciuffini - Mario Andrea Bartolini - Luigi Anderlini | - Franco Maria Malfatti - Luciano Radi - Filippo Micheli - Alfredo De Poi | - Enrico Manca              | - Stefano Menicacci                           |

## Elezioni politiche 1979
| Liste                                         | Voti    | %     | Seggi |
| --------------------------------------------- | ------- | ----- | ----- |
| Partito Comunista Italiano                    | 289.596 | 43,01 | 5     |
| Democrazia Cristiana                          | 209.694 | 31,14 | 4     |
| Partito Socialista Italiano                   | 75.207  | 11,17 | 1     |
| Movimento Sociale Italiano - Destra Nazionale | 34.473  | 5,12  | -     |
| Partito Repubblicano Italiano                 | 17.727  | 2,63  | -     |
| Partito Radicale                              | 13.672  | 2,03  | -     |
| Partito Socialista Democratico Italiano       | 12.792  | 1,90  | -     |
| Partito di Unità Proletaria                   | 8.526   | 1,27  | -     |
| Partito Liberale Italiano                     | 5.102   | 0,76  | -     |
| Nuova Sinistra Unita                          | 3.768   | 0,56  | -     |
| Democrazia Nazionale                          | 2.758   | 0,41  | -     |
| Totale                                        | 673.315 |       | 10    |

| Partito Comunista Italiano                                                                           | Democrazia Cristiana                                                      | Partito Socialista Italiano |
| --- | ------------------------------------------------------------------------- | --------------------------- |
| - Pietro Ingrao - Pietro Conti - Luigi Anderlini - Mario Andrea Bartolini - Alba Scaramucci Guaitini | - Franco Maria Malfatti - Filippo Micheli - Luciano Radi - Alfredo De Poi | - Enrico Manca              |

## Elezioni politiche 1983
| Liste                                         | Voti    | %     | Seggi |
| --------------------------------------------- | ------- | ----- | ----- |
| Partito Comunista Italiano                    | 288.396 | 42,60 | 5     |
| Democrazia Cristiana                          | 188.515 | 27,85 | 3     |
| Partito Socialista Italiano                   | 84.555  | 12,49 | 1     |
| Movimento Sociale Italiano - Destra Nazionale | 45.965  | 6,79  | 1     |
| Partito Repubblicano Italiano                 | 21.495  | 3,18  | -     |
| Partito Socialista Democratico Italiano       | 11.528  | 1,70  | -     |
| Partito Nazionale Pensionati                  | 11.209  | 1,66  | -     |
| Partito Radicale                              | 9.110   | 1,35  | -     |
| Democrazia Proletaria                         | 8.074   | 1,19  | -     |
| Partito Liberale Italiano                     | 8.068   | 1,19  | -     |
| Totale                                        | 676.915 |       | 10    |

| Partito Comunista Italiano                                                                          | Democrazia Cristiana                                     | Partito Socialista Italiano | Movimento Sociale Italiano - Destra Nazionale |
| --------------------------------------------------------------------------------------------------- | -------------------------------------------------------- | --------------------------- | --------------------------------------------- |
| - Pietro Ingrao - Pietro Conti - Alberto Provantini - Luciana Castellina - Alba Scaramucci Guaitini | - Filippo Micheli - Luciano Radi - Franco Maria Malfatti | - Enrico Manca              | - Renato Alpini                               |

## Elezioni politiche 1987
| Liste                                         | Voti    | %     | Seggi |
| --------------------------------------------- | ------- | ----- | ----- |
| Partito Comunista Italiano                    | 281.391 | 40,21 | 5     |
| Democrazia Cristiana                          | 204.112 | 29,17 | 4     |
| Partito Socialista Italiano                   | 100.403 | 14,35 | 2     |
| Movimento Sociale Italiano - Destra Nazionale | 44.923  | 6,42  | 1     |
| Partito Repubblicano Italiano                 | 16.942  | 2,42  | -     |
| Lista Verde                                   | 12.715  | 1,82  | -     |
| Democrazia Proletaria                         | 11.594  | 1,66  | -     |
| Partito Radicale                              | 10.534  | 1,51  | -     |
| Partito Socialista Democratico Italiano       | 8.123   | 1,16  | -     |
| Partito Liberale Italiano                     | 5.378   | 0,77  | -     |
| Liga Veneta - Pensionati Uniti                | 2.713   | 0,39  | -     |
| Alleanza Popolare                             | 514     | 0,07  | -     |
| Partito Sardo d'Azione                        | 415     | 0,06  | -     |
| Totale                                        | 699.757 |       | 12    |

| Partito Comunista Italiano                                                                      | Democrazia Cristiana                                                        | Partito Socialista Italiano       | Movimento Sociale Italiano |
| ----------------------------------------------------------------------------------------------- | --------------------------------------------------------------------------- | --------------------------------- | -------------------------- |
| - Pietro Ingrao - Germano Marri - Natalia Ginzburg - Alberto Provantini - Maria Rita Lorenzetti | - Franco Maria Malfatti - Filippo Micheli - Luciano Radi - Franco Ciliberti | - Enrico Manca - Giuliano Cellini | - Renato Alpini            |

## Elezioni politiche 1992
| Liste                                         | Voti    | %     | Seggi |
| --------------------------------------------- | ------- | ----- | ----- |
| Partito Democratico della Sinistra            | 195.185 | 28,15 | 4     |
| Democrazia Cristiana                          | 181.832 | 26,23 | 3     |
| Partito Socialista Italiano                   | 103.701 | 14,96 | 2     |
| Partito della Rifondazione Comunista          | 69.815  | 10,07 | 1     |
| Movimento Sociale Italiano - Destra Nazionale | 50.330  | 7,26  | 1     |
| Partito Repubblicano Italiano                 | 26.469  | 3,82  | -     |
| Federazione dei Verdi                         | 15.398  | 2,22  | -     |
| Partito Liberale Italiano                     | 12.513  | 1,80  | -     |
| Caccia Pesca Ambiente                         | 8.575   | 1,24  | -     |
| Lega Nord                                     | 8.074   | 1,16  | -     |
| Partito Socialista Democratico Italiano       | 7.311   | 1,05  | -     |
| Lista Marco Pannella                          | 6.943   | 1,00  | -     |
| Sì Referendum                                 | 5.940   | 0,86  | -     |
| Federalismo                                   | 1.249   | 0,18  | -     |
| Totale                                        | 693.335 |       | 11    |

| Partito Democratico della Sinistra                                             | Democrazia Cristiana                                      | Partito Socialista Italiano       | Partito della Rifondazione Comunista | Movimento Sociale Italiano - Destra Nazionale |
| ------------------------------------------------------------------------------ | --------------------------------------------------------- | --------------------------------- | ------------------------------------ | --------------------------------------------- |
| - Walter Veltroni - Maria Rita Lorenzetti - Luciano Costantini - Germano Marri | - Franco Ciliberti - Maurizio Giraldi - Giovanni Paciullo | - Enrico Manca - Giuliano Cellini | - Luciana Castellina                 | - Guglielmo Rositani                          |